# 바우첸

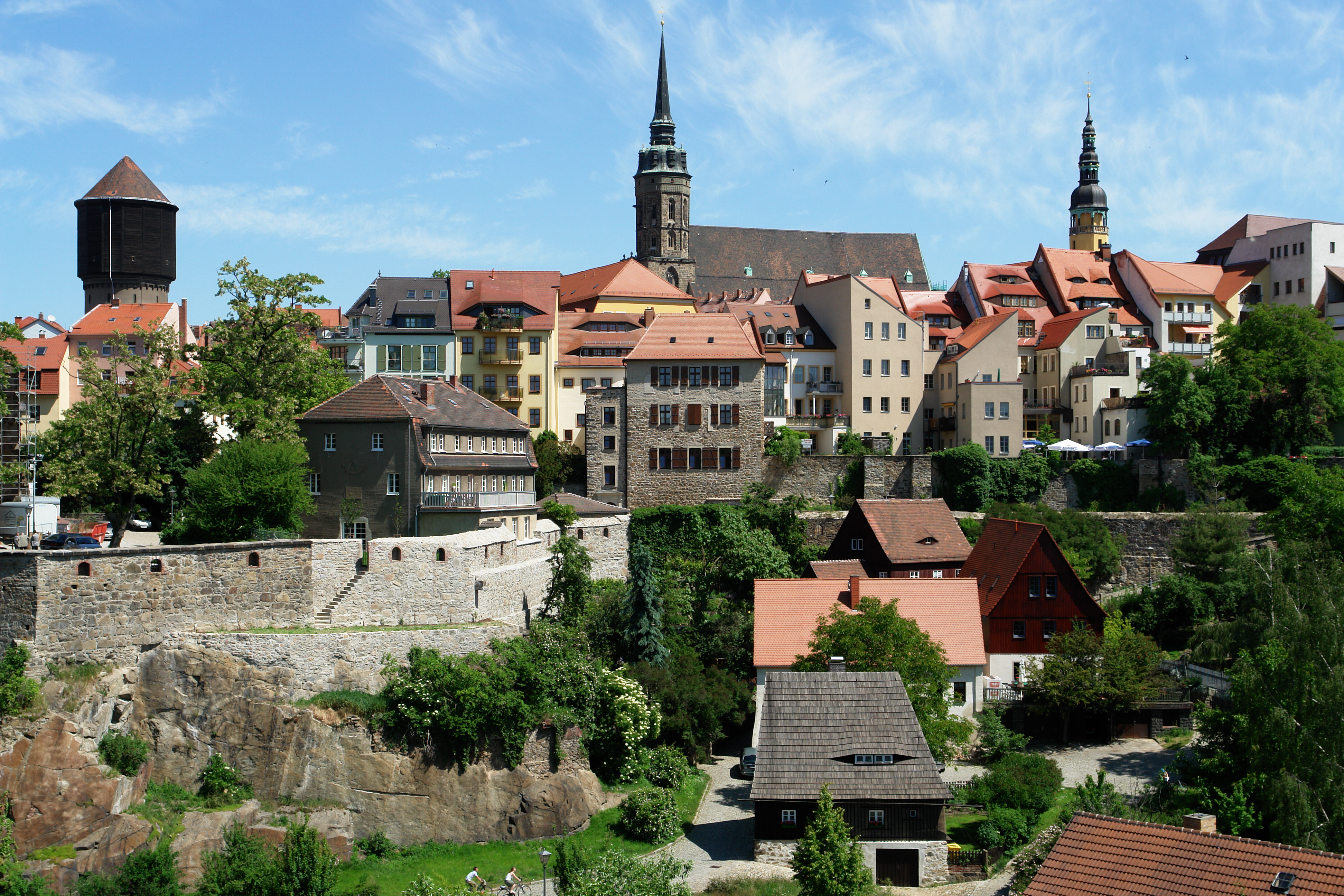
독일 바우첸 시

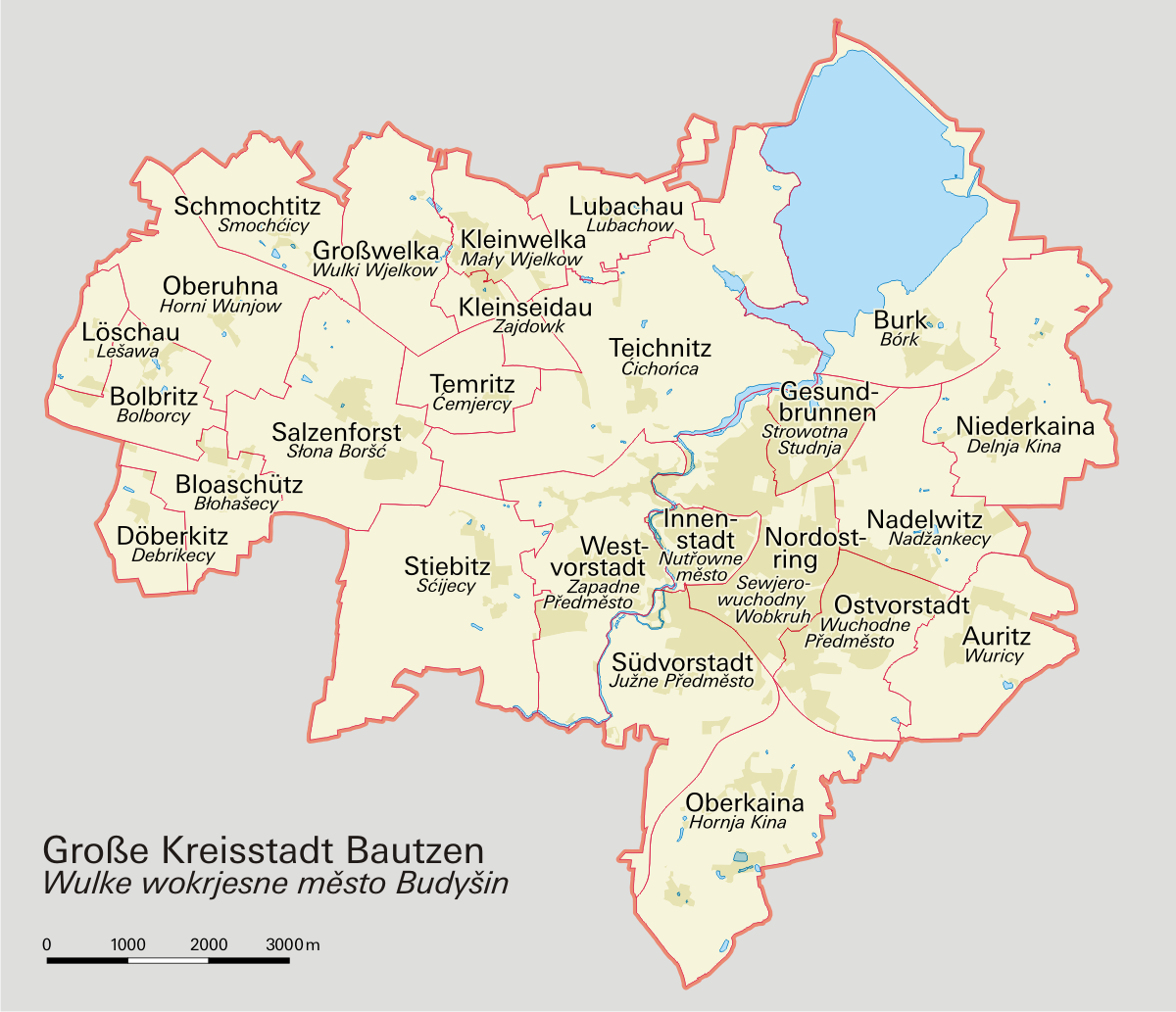
바우첸 시의 구

바우첸(Bautzen)은 독일 작센주 동쪽에 있는 언덕 꼭대기에 위치한 도시로, 바우첸 구의 행정 중심지이다. 슈프레강에 위치해 있다. 2014년 12월 31일 기준으로 인구는 39,473명이다.

## 역사
이 도시의 존재에 대한 최초의 기록적 증거는 1002년부터이다.
과거 전쟁터 중 하나이기도 했는데, 1813년 나폴레옹 전쟁의 바우첸 전투가 그것이다.
2002년에 이 도시는 1000번째 생일을 기념하였다.

## 주요 명소
- 라이헨투름 탑
- 오르텐부르크 성
- 올드 워터웍스(The Old Waterworks)
- 성 베드로 대성당
- 헥센하우스(Hexenhaus): 마녀의 집

바우첸 시 박물관을 포함하여 4개의 박물관이 존재한다.

## 국제 관계
바우첸 시는 아래의 도시들과 자매도시이다.
- 독일 보름스 (1990년 이후)
- 독일 하이델베르크 (1991년 이후)
- 프랑스 드뢰 (1992년 이후)
- 체코공화국 야블로네츠나트니소우 (1993년 이후)
- 폴란드 옐레니아구라 (1993년 이후)